# Arvid Ageborg
Arvid Ageborg (f.d. Ingberg), född 1991, är en svensk trombonist, kompositör och musikproducent, främst verksam inom jazz och pop. Han var tidigare fast medlem i det Luleåbaserade storbandet Norrbotten Big Band.

## Biografi
Ageborg är född och uppvuxen i Örebro, och har studerat på Skurups folkhögskolas jazzmusiklinje, och jazzmusikerprogrammet vid Kungl. Musikhögskolan i Stockholm. Han har lett instrumentalgruppen Gibraltar, som bland annat gjorde ett samarbete med vokalgruppen IRIS, där bland andra jazzsångerskan Amanda Ginsburg ingår.
Ageborg leder musikkollektivet Tall Tales, som gett ut fem fullängdsalbum och flera singlar som fått framgångar framför allt på streamingtjänster världen över. GAMUT beskrivs i en recension som "finurliga popschatterade jazzlåtar", och låtarna i Birch Tree Mind beskrivs som "smittande melodier med drag av allt från The Beatles till Björk och fusionsbandet Snarky Puppy", men innehåller också sensuella sångnummer blandat med slagkraftiga huvudteman spelade av blåssektionen. Orkesterjournalen skrev om GAMUT att "det är en imponerande mogen, tung och självständig debut. Med genomarbetade kompositioner och arrangemang och ett proffsigt och inspirerat framförande av såväl Alex och Ingberg som de tolv musiker de använt sig av."
Ageborg har varit verksam som musiker med artister och grupper som Calle Real, Stockholm Jazz Orchestra, Ekdahl/Bagge Big Band, Robert Wells och Gotland Big Band. En konsert med Ekdahl/Bagge Big Band i juni 2019 recenserades "... det hela avslutades med låten ''Fast Music'', en av kvällens mer jazziga höjdpunkter, med ett fantastiskt altsaxsolo av redan nämnda Ruskträsk, men också bra spel av Bagge och ett fint trombonsolo av Arvid Ingberg."
Ageborg har genom åren skrivit musik och storbandsarrangemang till artister och musiker som Magnus Öström, Moneybrother, Molly Pettersson Hammar och Nils Landgren. Som studiomusiker återfinns han på inspelningar med, förutom Norrbotten Big Band, bland andra LÉON, Shinhwa, Elisa Lindström, Becky and the Birds, Pikes, Immanu El, Paulo Mendonça och Bengt Johansson.

## Diskografi (urval)

### Tall Tales
- 2017 - "GAMUT"
- 2018 - "Birch Tree Mind"
- 2019 - ”First Quarter”
- 2020 - "Quartet"
- 2021 - "Dedication to Whatever May Come"

### Norrbotten Big Band
- 2014 - "Jan Allan (80)"
- 2016 - "Composer in Residence"
- 2016 - "Hedvigsnäs"
- 2016 - "Jojje Wadenius (70)
- 2016 - "While We Sleep" (Josefine Lindstrand)
- 2018 - "Everything in Between"
- 2018 - "Unpainted Portraits"
- 2019 - "Symphonic Bop" (VEIN)